# Тарас Бульба (рапсодія)
Тарас Бульба — рапсодія для оркестру чеського композитора Леоша Яначека, створена за мотивами однойменної повісті Миколи Гоголя. Написаний між 1915 і 1918 роками, це є один із найвідоміших творів Яначека.
Перший варіант рапсодії було створено 2 липня 1915 року, але пізніше Яначек переглянув його та вніс суттєві зміни. Другий, майже завершений, варіант було опубліковано 29 березня 1918 року. Прем’єра «Тараса Бульби» відбулася в Національному театрі в Брно 9 жовтня 1921 року під керівництвом Франтішека Ноймана. Композиція була присвячена «нашій армії, збройній захисниці нашої нації». У 1924 була опублікована виданвицтвом Hudební matice  в обробці фортепіанного дуету Бржетислава Бакали. У 1927 році була опублікована повна партитура з подальшими змінами. Яначек назвав твір «рапсодією» і вибрав три епізоди з повісті Гоголя для зображення в цьому програмному творі.

## Опис

### Інструменти
Музика написана для пікколо, 2 флейт, 2 гобоїв, англійського ріжка, 2 кларнетів, 2 фаготів, контрафагота, 4 валторн, 3 труб, 3 тромбонів, туби, литаврів, малого барабану, підвісної тарілки (на якій грають паличками для малого барабана), трикутника, дзвіночків, арфи, органа та струнних.

### Частини
Рапсодія складається з трьох частин:
1. Смерть Андрія
Перша частина, «Смерть Андрія», присвячена молодшому синові козака Тараса Бульби, який закохується у дочку польського воєводи. На початку – пристрасний епізод між закоханими із соло у виконанні англійського ріжка, скрипки та гобою. Подекуди з'являються натяки на темряву, і зрештою музика стає дедалі бурхливішою, показуючи битву між двома арміями: гнівний рокіт тромбона, дзвін і тріумфуючий голос труби. Андрій бореться на боці поляків, але коли його батько наближається до нього у битві, він усвідомлює свою зраду та опускає голову, щоб його вбив сам Тарас Бульба. У фіналі є короткий спогад про любовну музику.
2. Смерть Остапа
Друга частина, «Смерть Остапа», присвячена старшому синові Тараса Бульби, якого мучить смерть Андрія. Його схопили поляки під час битви та відвезли до Варшави для катувань та подальшої страти. Тарас Бульба пробирається до Варшави, і в момент смерті Остапа, він забуває, де знаходиться, і кличе сина. Більшість музики звучить як кульгавий марш. А наприкінці — дика мазурка під тріумфуючий танець поляків. Тараса Бульбу уособлюють похмурі тромбонові ноти, а останній болісний крик Остапа грає високий кларнет.
У цій сцені наявні посилання на інші відомі сцени страт у симфонічній музиці: (Існують чіткі паралелі з двома попередніми сценами оркестрової страти: у «Фантастичній симфонії» Берліоза та у «Веселих витівках Тіля Уленшпігеля» Ріхарда Штрауса.
3. Пророцтво та смерть Тараса Бульби
В останній частині «Пророцтво та смерть Тараса Бульби» козаки продираються теренами Польщі, аби помститися за Остапа. Зрештою Тарас Бульба потрапляє в полон у битві на Дніпрі, але перш ніж його спалює польська армія, він вимовляє зухвале пророцтво: «Думаєте, є що-небудь на світі, чого б побоявся козак? Підождіть, настане час, дізнаєтесь ви, що таке православна руська віра. Вже й тепер чують далекі й близькі народи — піднімається з руської землі сила, і не буде в світі сили, яка б не скорилася їй...» Частина починається з бойової музики та бойових кличів Тараса Бульби (тромбони), потім слідує тихий уривок, що зображує його затримання. Саме пророцтво — це хвилюючий пасаж для духових та органних інструментів, кульмінацією якого є дзвін і урочистий епілог. Якраз перед тим, як вступають дзвони, ми чуємо перший приклад моравської каденції.

## Список джерел
- Леош Яначек: Тарас Бульба. Рапсодія для оркестру. Партитура. (Партитура) Прага: Editio Supraphon, 1980. H 3616p